# (8922) Kumanodake
(8922) Kumanodake est un astéroïde de la ceinture principale.

## Description
(8922) Kumanodake est un astéroïde de la ceinture principale. Il fut découvert le 10 novembre 1996 à Nanyo par Tomimaru Okuni. Il présente une orbite caractérisée par un demi-grand axe de 2,30 UA, une excentricité de 0,11 et une inclinaison de 4,9° par rapport à l'écliptique.

## Compléments